# NGC 124
NGC 124 è una galassia a spirale situata nella costellazione della Balena.
È stata scoperta il 23 settembre 1867 dall'astronomo americano Truman Henry Safford.
La galassia venne descritta come "molto debole, grande, diffusa, con 2 deboli stelle a nordovest" da John Louis Emil Dreyer, il compilatore del New General Catalogue.

## Supernova
Nel luglio 2004 all'interno di questa galassia è stata scoperta una supernova di tipo II di 17ª magnitudine che è stata registrata come SN 2004dd. La scoperta è stata effettuata da J. Graham e W. Li nel corso del programma congiunto LOSS/KAIT, composto da Lick Observatory Supernova Search dell'Osservatorio Lick e The Katzman Automatic Imaging Telescope dell'Università della California - Berkeley.